# Éliminatoires de la Coupe du monde de football 2014 : zone Amérique du Sud
Les éliminatoires de la zone Amérique du Sud pour la Coupe du monde 2014 sont organisées dans le cadre de la Confédération sud-américaine de football (CONMEBOL) et concernent 9 sélections nationales pour 4 ou 5 places qualificatives. En effet, le Brésil qui organise la Coupe est directement qualifié.

Europe • Afrique • Amérique du Nord, centrale et Caraïbes
Amérique du Sud • Asie • Océanie

## Format
Le premier tour des qualifications, unique dans cette zone, consiste en un mini-championnat en matchs aller-retour regroupant les neuf pays engagés. Au total, 18 journées sont prévues afin de connaître les quatre qualifiés directs pour la Coupe du monde 2014 au Brésil. Le cinquième du mini-championnat doit passer par les barrages via un affrontement aller-retour contre le barragiste de la zone Asie (vainqueur du cinquième tour) .

## Équipes engagées

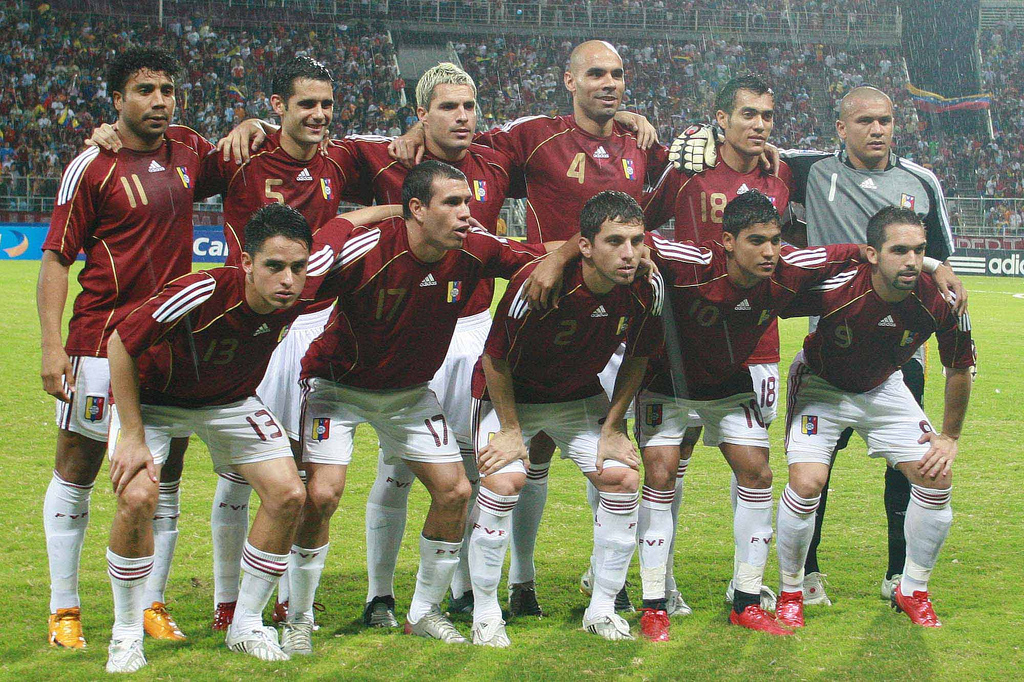
La sélection du Venezuela autour du capitaine Juan Arango (18) lors de la 6e journée.

Les neuf fédérations membres de la Confédération sud-américaine de football participent aux éliminatoires de la zone sud-américaine :
| Argentine | Paraguay  |
| Bolivie   | Pérou     |
| Chili     | Uruguay   |
| Colombie  | Venezuela |
| Équateur  |           |

## Compétition

### Classement
Les rencontres se déroulent du 7 octobre 2011 jusqu'au 15 octobre 2013.
Les quatre premières équipes sont directement qualifiées pour la Coupe du monde 2014. L'équipe classée cinquième disputera un barrage contre l'équipe vainqueur du barrage de la zone Asie.
| Rang | Équipe    | Pts | J  | G | N | P  | Bp | Bc | Diff |  | Résultats (▼ dom., ► ext.) |     |     |     |     |     |     |     |     |     |
| ---- | --------- | --- | -- | - | - | -- | -- | -- | ---- |  | -------------------------- | --- | --- | --- | --- | --- | --- | --- | --- | --- |
| 1    | Argentine | 32  | 16 | 9 | 5 | 2  | 35 | 15 | +20  |  | Argentine                  |     | 0-0 | 4-1 | 4-0 | 3-0 | 3-0 | 3-1 | 1-1 | 3-1 |
| 2    | Colombie  | 30  | 16 | 9 | 3 | 4  | 27 | 13 | +14  |  | Colombie                   | 1-2 |     | 3-3 | 1-0 | 4-0 | 1-1 | 2-0 | 5-0 | 2-0 |
| 3    | Chili     | 28  | 16 | 9 | 1 | 6  | 29 | 25 | +4   |  | Chili                      | 1-2 | 1-3 |     | 2-1 | 2-0 | 3-0 | 4-2 | 3-1 | 2-0 |
| 4    | Équateur  | 25  | 16 | 7 | 4 | 5  | 20 | 16 | +4   |  | Équateur                   | 1-1 | 1-0 | 3-1 |     | 1-0 | 2-0 | 2-0 | 1-0 | 4-1 |
| 5    | Uruguay   | 25  | 16 | 7 | 4 | 5  | 25 | 25 | 0    |  | Uruguay                    | 3-2 | 2-0 | 4-0 | 1-1 |     | 1-1 | 4-2 | 4-2 | 1-1 |
| 6    | Venezuela | 20  | 16 | 5 | 5 | 6  | 14 | 20 | -6   |  | Venezuela                  | 1-0 | 1-0 | 0-2 | 1-1 | 0-1 |     | 3-2 | 1-0 | 1-1 |
| 7    | Pérou     | 15  | 16 | 4 | 3 | 9  | 17 | 26 | -9   |  | Pérou                      | 1-1 | 0-1 | 1-0 | 1-0 | 1-2 | 2-1 |     | 1-1 | 2-0 |
| 8    | Bolivie   | 12  | 16 | 2 | 6 | 8  | 17 | 30 | -13  |  | Bolivie                    | 1-1 | 1-2 | 0-2 | 1-1 | 4-1 | 1-1 | 1-1 |     | 3-1 |
| 9    | Paraguay  | 12  | 16 | 3 | 3 | 10 | 17 | 31 | -14  |  | Paraguay                   | 2-5 | 1-2 | 1-2 | 2-1 | 1-1 | 0-2 | 1-0 | 4-0 |     |

- L'Argentine, la Colombie, le Chili et l'Equateur sont qualifiés pour la Coupe du monde 2014.
- L'Uruguay disputera le barrage intercontinental contre la Jordanie.
- La Bolivie, le Paraguay, le Pérou et le Venezuela ne sont pas qualifiés pour la Coupe du monde 2014.

### Résultats

#### Journée 1
| Date           | Heure | Stade                             | Arbitre              | Locaux    | Résultat | Visiteurs | Buteur(s)                                                                                      |
| -------------- | ----- | --------------------------------- | -------------------- | --------- | -------- | --------- | ---------------------------------------------------------------------------------------------- |
| 7 octobre 2011 | 17:00 | Stade Centenario, Montevideo      | Víctor Hugo Carrillo | Uruguay   | 4 – 2    | Bolivie   | Uruguay : Suárez 3e , Lugano 25e 71e , Cavani 34e · Bolivie : Cardozo 17e , Martins 87e (pen.) |
| 7 octobre 2011 | 16:05 | Estadio Olimpico Atahualpa, Quito | Enrique Osses        | Équateur  | 2 – 0    | Venezuela | Équateur : J. Ayoví 15e , C. Benítez 28e                                                       |
| 7 octobre 2011 | 20:00 | Stade Monumental, Buenos Aires    | Wilmar Roldán        | Argentine | 4 – 1    | Chili     | Argentine : Higuaín 7e 52e 63e , Messi 25e · Chili : Fernández 59e                             |
| 7 octobre 2011 | 20:15 | Estadio Nacional, Lima            | Sergio Pezzotta      | Pérou     | 2 – 0    | Paraguay  | Pérou : Guerrero 46e 71e                                                                       |

#### Journée 2
| Date            | Heure | Stade                                                   | Arbitre         | Locaux    | Résultat | Visiteurs | Buteur(s)                                                                                       |
| --------------- | ----- | ------------------------------------------------------- | --------------- | --------- | -------- | --------- | ----------------------------------------------------------------------------------------------- |
| 11 octobre 2011 | 19:45 | Estadio Monumental David Arellano, Santiago de Chili    | Raúl Orosco     | Chili     | 4 – 2    | Pérou     | Chili : Ponce 2e , Vargas 18e , Medel 48e , Suazo 63e (pen.) · Pérou : Pizarro 49e , Farfán 60e |
| 11 octobre 2011 | 16:00 | Estadio Hernando Siles, La Paz                          | Carlos Amarilla | Bolivie   | 1 – 2    | Colombie  | Bolivie : Flores 85e · Colombie : Pabón 48e , Falcao 90+2e                                      |
| 11 octobre 2011 | 20:20 | Estadio General José Antonio Anzoátegui, Puerto La Cruz | Roberto Silvera | Venezuela | 1 – 0    | Argentine | Venezuela : Amorebieta 62e                                                                      |
| 11 octobre 2011 | 19:45 | Estadio Defensores del Chaco, Asuncion                  | Wilson Seneme   | Paraguay  | 1 – 1    | Uruguay   | Paraguay : Ortiz 90+2e · Uruguay : Forlán 68e                                                   |

#### Journée 3
| Date             | Heure | Stade                                              | Arbitre            | Locaux    | Résultat | Visiteurs | Buteur(s)                                                   |
| ---------------- | ----- | -------------------------------------------------- | ------------------ | --------- | -------- | --------- | ----------------------------------------------------------- |
| 11 novembre 2011 | 17:00 | Stade Monumental, Buenos Aires                     | Carlos Vera        | Argentine | 1 – 1    | Bolivie   | Argentine : Lavezzi 60e · Bolivie : Martins 55e             |
| 11 novembre 2011 | 19:00 | Stade Metropolitano Roberto Melendez, Barranquilla | Omar Ponce (en)    | Colombie  | 1 – 1    | Venezuela | Colombie : Guarín 11e · Venezuela : F. Feltscher 78e        |
| 11 novembre 2011 | 21:00 | Estadio Defensores del Chaco, Asuncion             | José Buitrago (en) | Paraguay  | 2 – 1    | Équateur  | Paraguay : Riveros 47e , Verón 57e · Équateur : Rojas 90+2e |
| 11 novembre 2011 | 20:00 | Estadio Centenario, Montevideo                     | Héctor Baldassi    | Uruguay   | 4 – 0    | Chili     | Uruguay : Suárez 42e 45e 67e 73e                            |

#### Journée 4
| Date             | Heure | Stade                                                | Arbitre              | Locaux    | Résultat | Visiteurs | Buteur(s)                                                 |
| ---------------- | ----- | ---------------------------------------------------- | -------------------- | --------- | -------- | --------- | --------------------------------------------------------- |
| 15 novembre 2011 | 20:30 | Estadio Polideportivo de Pueblo Nuevo, San Cristóbal | Georges Buckley (en) | Venezuela | 1 – 0    | Bolivie   | Venezuela : Vizcarrondo 25e                               |
| 15 novembre 2011 | 16:00 | Stade Metropolitano Roberto Melendez, Barranquilla   | Sálvio Fagundes      | Colombie  | 1 – 2    | Argentine | Colombie : Pabón 45e · Argentine : Messi 59e , Agüero 83e |
| 15 novembre 2011 | 16:00 | Estadio Olimpico Atahualpa, Quito                    | Jorge Larrionda      | Équateur  | 2 – 0    | Pérou     | Équateur : Méndez 69e , C. Benítez 88e                    |
| 15 novembre 2011 | 20:30 | Estadio Nacional, Santiago de Chili                  | Héber Lopes (en)     | Chili     | 2 – 0    | Paraguay  | Chili : Contreras 28e , Campos 86e                        |

#### Journée 5
| Date        | Heure | Stade                          | Arbitre               | Locaux    | Résultat | Visiteurs | Buteur(s)                                                    |
| ----------- | ----- | ------------------------------ | --------------------- | --------- | -------- | --------- | ------------------------------------------------------------ |
| 2 juin 2012 | 15:00 | Stade Centenario, Montevideo   | Antonio Arias         | Uruguay   | 1 – 1    | Venezuela | Uruguay : Forlán 38e · Venezuela : Rondón 84e                |
| 2 juin 2012 | 19:30 | Stade Monumental, Buenos Aires | Víctor Hugo Rivera    | Argentine | 4 – 0    | Équateur  | Argentine : Agüero 19e, Higuaín 29e, Messi 31e, Di María 76e |
| 2 juin 2012 | 16:10 | Estadio Hernando Siles, La Paz | Alfredo Intriago (en) | Bolivie   | 0 – 2    | Chili     | Chili : Aránguiz 45+2e , Vidal 83e                           |
| 3 juin 2012 | 17:00 | Estadio Nacional, Lima         | Néstor Pitana         | Pérou     | 0 – 1    | Colombie  | Colombie : J. Rodríguez 51e                                  |

#### Journée 6
| Date         | Heure | Stade                                                   | Arbitre             | Locaux    | Résultat | Visiteurs | Buteur(s)                                                                                                  |
| ------------ | ----- | ------------------------------------------------------- | ------------------- | --------- | -------- | --------- | --- |
| 9 juin 2012  | 16:00 | Estadio Hernando Siles, La Paz                          | Roberto Silvera     | Bolivie   | 3 – 1    | Paraguay  | Bolivie : Peña 9e, Escobar 69e 80e · Paraguay : Riveros 81e                                                |
| 9 juin 2012  | 18:05 | Estadio General José Antonio Anzoátegui, Puerto La Cruz | José Buitrago (en)  | Venezuela | 0 – 2    | Chili     | Chili : Fernández 85e , Aránguiz 90+1e                                                                     |
| 10 juin 2012 | 15:30 | Estadio Centenario, Montevideo                          | Leandro Vuaden (de) | Uruguay   | 4 – 2    | Pérou     | Uruguay : Suárez 15e, Pereira 29e, C. Rodríguez 62e, Eguren 90+3e · Pérou : Godín 40e (csc) , Guerrero 47e |
| 10 juin 2012 | 16:00 | Estadio Olimpico Atahualpa, Quito                       | Wilson Seneme       | Équateur  | 1 – 0    | Colombie  | Équateur : C. Benítez 53e                                                                                  |

#### Journée 7
| Date             | Heure | Stade                                              | Arbitre          | Locaux    | Résultat | Visiteurs | Buteur(s)                                                                        |
| ---------------- | ----- | -------------------------------------------------- | ---------------- | --------- | -------- | --------- | -------------------------------------------------------------------------------- |
| 7 septembre 2012 | 20:10 | Estadio Mario Alberto Kempes, Cordoba              | Wilson Seneme    | Argentine | 3 – 1    | Paraguay  | Argentine : Di María 3e , Higuaín 30e , Messi 64e · Paraguay : Fabbro 17e (pen.) |
| 7 septembre 2012 | 16:00 | Estadio Olimpico Atahualpa, Quito                  | Juan Soto        | Équateur  | 1 – 0    | Bolivie   | Équateur : Caicedo 73e (pen.)                                                    |
| 7 septembre 2012 | 15:30 | Stade Metropolitano Roberto Melendez, Barranquilla | Héber Lopes (en) | Colombie  | 4 – 0    | Uruguay   | Colombie : Falcao 2e , T. Gutiérrez 47e 51e , Zúñiga 90e                         |
| 7 septembre 2012 | 20:25 | Estadio Nacional, Lima                             | Martin Vazquez   | Pérou     | 2 – 1    | Venezuela | Pérou : Farfán 47e 59e · Venezuela : Arango 42e                                  |

#### Journée 8
| Date              | Heure | Stade                                  | Arbitre              | Locaux   | Résultat | Visiteurs | Buteur(s)                                                                           |
| ----------------- | ----- | -------------------------------------- | -------------------- | -------- | -------- | --------- | ----------------------------------------------------------------------------------- |
| 11 septembre 2012 | 19:25 | Estadio Defensores del Chaco, Asuncion | Enrique Osses        | Paraguay | 0 – 2    | Venezuela | Venezuela : Rondón 45e 67e                                                          |
| 11 septembre 2012 | 18:30 | Stade Centenario, Montevideo           | Carlos Amarilla      | Uruguay  | 1 – 1    | Équateur  | Uruguay : Cavani 66e · Équateur : Caicedo 7e (pen.)                                 |
| 11 septembre 2012 | 16:30 | Estadio Nacional, Santiago de Chili    | Víctor Hugo Carrillo | Chili    | 1 – 3    | Colombie  | Chili : Fernández 41e · Colombie : J. Rodríguez 58e , Falcao 73e , T. Gutiérrez 76e |
| 11 septembre 2012 | 20:25 | Estadio Nacional, Lima                 | Wilmar Roldán        | Pérou    | 1 – 1    | Argentine | Pérou : Zambrano 22e · Argentine : Higuaín 38e                                      |

#### Journée 9
| Date            | Heure | Stade                                              | Arbitre             | Locaux    | Résultat | Visiteurs | Buteur(s)                                                                      |
| --------------- | ----- | -------------------------------------------------- | ------------------- | --------- | -------- | --------- | ------------------------------------------------------------------------------ |
| 12 octobre 2012 | 16:00 | Estadio Hernando Siles, La Paz                     | Carlos Vera         | Bolivie   | 1 – 1    | Pérou     | Bolivie : Chumacero 51e · Pérou : Mariño 21e                                   |
| 12 octobre 2012 | 21:00 | Estadio Malvinas Argentinas, Mendoza               | Leandro Vuaden (de) | Argentine | 3 – 0    | Uruguay   | Argentine : Messi 65e 79e , Agüero 74e                                         |
| 12 octobre 2012 | 15:30 | Stade Metropolitano Roberto Melendez, Barranquilla | Sergio Pezzotta     | Colombie  | 2 – 0    | Paraguay  | Colombie : Falcao 52e 89e                                                      |
| 12 octobre 2012 | 16:00 | Estadio Olimpico Atahualpa, Quito                  | Héber Lopes (en)    | Équateur  | 3 – 1    | Chili     | Équateur : Caicedo 33e 56e (pen.) , Castillo 90+2e · Chili : Paredes 25e (csc) |

#### Journée 10
| Date            | Heure | Stade                                                   | Arbitre            | Locaux    | Résultat | Visiteurs | Buteur(s)                                                        |
| --------------- | ----- | ------------------------------------------------------- | ------------------ | --------- | -------- | --------- | ---------------------------------------------------------------- |
| 16 octobre 2012 | 16:00 | Estadio Hernando Siles, La Paz                          | Víctor Hugo Rivera | Bolivie   | 4 – 1    | Uruguay   | Bolivie : Saucedo 5e 50e 54e , Mojica 26e · Uruguay : Suárez 80e |
| 16 octobre 2012 | 17:30 | Estadio General José Antonio Anzoátegui, Puerto La Cruz | Néstor Pitana      | Venezuela | 1 – 1    | Équateur  | Venezuela : Arango 5e · Équateur : Castillo 23e                  |
| 16 octobre 2012 | 21:05 | Estadio Nacional, Santiago de Chili                     | Antonio Arias      | Chili     | 1 – 2    | Argentine | Chili : F. Gutiérrez 90+1e · Argentine : Messi 28e , Higuaín 31e |
| 16 octobre 2012 | 19:00 | Estadio Defensores del Chaco, Asuncion                  | Pablo Lunati (en)  | Paraguay  | 1 – 0    | Pérou     | Paraguay : Aguilar 52e                                           |

#### Journée 11
| Date         | Heure | Stade                                              | Arbitre              | Locaux    | Résultat | Visiteurs | Buteur(s)                                                                         |
| ------------ | ----- | -------------------------------------------------- | -------------------- | --------- | -------- | --------- | --------------------------------------------------------------------------------- |
| 22 mars 2013 | 21:10 | Estadio Nacional, Lima                             | Diego Abal           | Pérou     | 1 – 0    | Chili     | Pérou : Farfán 87e                                                                |
| 22 mars 2013 | 15:00 | Stade Metropolitano Roberto Melendez, Barranquilla | Carlos Vera          | Colombie  | 5 – 0    | Bolivie   | Colombie : Torres 20e , Valdés 49e , T. Gutiérrez 62e , Falcao 86e , Armero 90+2e |
| 22 mars 2013 | 21:00 | Stade Monumental, Buenos Aires                     | Víctor Hugo Carrillo | Argentine | 3 – 0    | Venezuela | Argentine : Higuaín 29e 59e , Messi 43e (pen.)                                    |
| 22 mars 2013 | 19:00 | Estadio Centenario, Montevideo                     | Wilmar Roldán        | Uruguay   | 1 – 1    | Paraguay  | Uruguay : Suárez 81e · Paraguay : Benítez 85e                                     |

#### Journée 12
| Date         | Heure | Stade                                  | Arbitre       | Locaux    | Résultat | Visiteurs | Buteur(s)                                                                            |
| ------------ | ----- | -------------------------------------- | ------------- | --------- | -------- | --------- | ------------------------------------------------------------------------------------ |
| 26 mars 2013 | 16:00 | Estadio Hernando Siles, La Paz         | Enrique Osses | Bolivie   | 1 – 1    | Argentine | Bolivie : Martins 25e · Argentine : Banega 44e                                       |
| 26 mars 2013 | 16:00 | Estadio Olimpico Atahualpa, Quito      | Sandro Ricci  | Équateur  | 4 – 1    | Paraguay  | Équateur : Caicedo 37e , Montero 49e 74e , C. Benítez 54e · Paraguay : Caballero 15e |
| 26 mars 2013 | 19:30 | Polideportivo Cachamay, Ciudad Guayana | Antonio Arias | Venezuela | 1 – 0    | Colombie  | Venezuela : Rondón 14e                                                               |
| 26 mars 2013 | 20:30 | Estadio Nacional, Santiago de Chili    | Néstor Pitana | Chili     | 2 – 0    | Uruguay   | Chili : Paredes 10e , Vargas 77e                                                     |

#### Journée 13
| Date        | Heure | Stade                                  | Arbitre               | Équipe    | Résultat | Équipe    | Buteur(s)                                                  |
| ----------- | ----- | -------------------------------------- | --------------------- | --------- | -------- | --------- | ---------------------------------------------------------- |
| 7 juin 2013 | 16:00 | Estadio Hernando Siles, La Paz         | Patricio Loustau (en) | Bolivie   | 1 – 1    | Venezuela | Bolivie : Campos 86e · Venezuela : Arango 58e              |
| 7 juin 2013 | 19:05 | Stade Monumental, Buenos Aires         | Marlon Escalante (es) | Argentine | 0 – 0    | Colombie  |                                                            |
| 7 juin 2013 | 21:10 | Estadio Nacional, Lima                 | Marcelo de Lima (pt)  | Pérou     | 1 – 0    | Équateur  | Pérou : Pizarro 11e                                        |
| 7 juin 2013 | 20:10 | Estadio Defensores del Chaco, Asuncion | Leandro Vuaden (de)   | Paraguay  | 1 – 2    | Chili     | Paraguay : Santa Cruz 87e · Chili : Vargas 41e , Vidal 56e |

#### Journée 14
| Date         | Heure | Stade                                              | Arbitre            | Équipe    | Résultat | Équipe    | Buteur(s)                                                              |
| ------------ | ----- | -------------------------------------------------- | ------------------ | --------- | -------- | --------- | ---------------------------------------------------------------------- |
| 11 juin 2013 | 19:30 | Polideportivo Cachamay, Ciudad Guayana             | Paulo de Oliveira  | Venezuela | 0 – 1    | Uruguay   | Uruguay : Cavani 27e                                                   |
| 11 juin 2013 | 15:30 | Stade Metropolitano Roberto Melendez, Barranquilla | Sandro Ricci       | Colombie  | 2 – 0    | Pérou     | Colombie : Falcao 12e (pen.) , T. Gutiérrez 45e                        |
| 11 juin 2013 | 16:00 | Estadio Olimpico Atahualpa, Quito                  | Enrique Cáceres    | Équateur  | 1 – 1    | Argentine | Équateur : Castillo 17e · Argentine : Agüero 4e (pen.)                 |
| 11 juin 2013 | 20:30 | Estadio Nacional, Santiago de Chili                | Darío Ubríaco (es) | Chili     | 3 – 1    | Bolivie   | Chili : Vargas 16e , Sánchez 17e , Vidal 90+2e · Bolivie : Martins 32e |

#### Journée 15
| Date             | Heure | Stade                                              | Arbitre               | Équipe   | Résultat | Équipe    | Buteur(s)                                                    |
| ---------------- | ----- | -------------------------------------------------- | --------------------- | -------- | -------- | --------- | ------------------------------------------------------------ |
| 6 septembre 2013 | 21:30 | Estadio Nacional, Lima                             | Patricio Loustau (en) | Pérou    | 1 – 2    | Uruguay   | Pérou : Farfán 84e · Uruguay : Suárez 43e (pen.) 67e         |
| 6 septembre 2013 | 18:30 | Estadio Defensores del Chaco, Asuncion             | Víctor Hugo Carrillo  | Paraguay | 4 – 0    | Bolivie   | Paraguay : Fabbro 16e , Santa Cruz 47e, Ortiz 80e, Gómez 83e |
| 6 septembre 2013 | 17:00 | Stade Metropolitano Roberto Melendez, Barranquilla | Héber Lopes (en)      | Colombie | 1 – 0    | Équateur  | Colombie : J. Rodríguez 30e                                  |
| 6 septembre 2013 | 20:30 | Estadio Nacional, Santiago de Chili                | Sandro Ricci          | Chili    | 3 – 0    | Venezuela | Chili : Vargas 10e , M. González 29e , Vidal 85e             |

#### Journée 16
| Date              | Heure | Stade                                                   | Arbitre           | Équipe    | Résultat | Équipe    | Buteur(s) |
| ----------------- | ----- | ------------------------------------------------------- | ----------------- | --------- | -------- | --------- | --- |
| 10 septembre 2013 | 16:00 | Estadio Hernando Siles, La Paz                          | Paulo de Oliveira | Bolivie   | 1 – 1    | Équateur  | Bolivie : Arrascaita 47e · Équateur : Caicedo 57e (pen.)                                                                       |
| 10 septembre 2013 | 19:00 | Stade Centenario, Montevideo                            | Antonio Arias     | Uruguay   | 2 – 0    | Colombie  | Uruguay : Cavani 77e , Stuani 80e                                                                                              |
| 10 septembre 2013 | 19:25 | Estadio General José Antonio Anzoátegui, Puerto La Cruz | Néstor Pitana     | Venezuela | 3 – 2    | Pérou     | Venezuela : Rondón 36e , C. González 59e (pen.), Otero 76e · Pérou : Hurtado 19e , Zambrano 86e                                |
| 10 septembre 2013 | 21:40 | Estadio Defensores del Chaco, Asuncion                  | Enrique Osses     | Paraguay  | 2 – 5    | Argentine | Paraguay : Núñez 18e , Santa Cruz 85e · Argentine : Messi 12e (pen.) 52e (pen.) , Agüero 32e , Di María 49e , M. Rodríguez 90e |

#### Journée 17
| Date            | Heure | Stade                                                | Arbitre              | Équipe    | Résultat | Équipe   | Buteur(s)                                                                                               |
| --------------- | ----- | ---------------------------------------------------- | -------------------- | --------- | -------- | -------- | --- |
| 11 octobre 2013 | 16:30 | Estadio Polideportivo de Pueblo Nuevo, San Cristóbal | Víctor Hugo Carrillo | Venezuela | 1 – 1    | Paraguay | Venezuela : Seijas 82e · Paraguay : É. Benítez 28e                                                      |
| 11 octobre 2013 | 16:00 | Estadio Olimpico Atahualpa, Quito                    | Sandro Ricci         | Équateur  | 1 – 0    | Uruguay  | Équateur : Montero 30e                                                                                  |
| 11 octobre 2013 | 16:00 | Stade Metropolitano Roberto Melendez, Barranquilla   | Paulo de Oliveira    | Colombie  | 3 – 3    | Chili    | Colombie : T. Gutiérrez 69e , Falcao 74e (pen.) 83e (pen.) · Chili : Vidal 18e (pen.) , Sánchez 21e 29e |
| 11 octobre 2013 | 20:00 | Stade Monumental, Buenos Aires                       | Carlos Vera          | Argentine | 3 – 1    | Pérou    | Argentine : Lavezzi 23e 34e , Palacio 47e · Pérou : Pizarro 20e                                         |

#### Journée 18
| Date            | Heure | Stade                                  | Arbitre              | Équipe   | Résultat | Équipe    | Buteur(s)                                                                                     |
| --------------- | ----- | -------------------------------------- | -------------------- | -------- | -------- | --------- | --------------------------------------------------------------------------------------------- |
| 15 octobre 2013 | 21:15 | Estadio Nacional, Lima                 | Enrique Cáceres      | Pérou    | 1 – 1    | Bolivie   | Pérou : Yotún 18e · Bolivie : Di. Bejarano 45e                                                |
| 15 octobre 2013 | 21:30 | Estadio Centenario, Montevideo         | Marcelo de Lima (pt) | Uruguay  | 3 – 2    | Argentine | Uruguay : C. Rodríguez 6e , Suárez 34e (pen.) , Cavani 49e · Argentine : M. Rodríguez 14e 41e |
| 15 octobre 2013 | 20:30 | Estadio Defensores del Chaco, Asuncion | Diego Abal           | Paraguay | 1 – 2    | Colombie  | Paraguay : J. Rojas 7e · Colombie : Yepes 38e 56e                                             |
| 15 octobre 2013 | 20:30 | Estadio Nacional, Santiago de Chili    | Leandro Vuaden (de)  | Chili    | 2 – 1    | Équateur  | Chili : Sánchez 33e , Medel 37e · Équateur : Caicedo 66e                                      |

## Barrage intercontinental Amérique du Sud - Asie
| Équipe 1 | Résultat | Équipe 2 | Aller | Retour |
| -------- | -------- | -------- | ----- | ------ |
| Jordanie | 0 - 5    | Uruguay  | 0 - 5 | 0 - 0  |

| 13 novembre 2013 | Jordanie | 0 – 5   | Uruguay                                                                  | Stade International, Amman                         |                                                    |
| 18:00 UTC+3      |          | (0 - 2) | 22e M. Pereira · 42e Stuani · 70e Lodeiro · 78e Rodríguez · 90+1e Cavani | Spectateurs : 17 370 Arbitrage : Svein Oddvar Moen | Spectateurs : 17 370 Arbitrage : Svein Oddvar Moen |
| 18:00 UTC+3      | Rapport  |         |                                                                          | Spectateurs : 17 370 Arbitrage : Svein Oddvar Moen | Spectateurs : 17 370 Arbitrage : Svein Oddvar Moen |

| 20 novembre 2013 | Uruguay | 0 – 0 | Jordanie | Stade Centenario, Montevideo                    |                                                 |
| 21:00 UTC-2      |         |       |          | Spectateurs : 62 000 Arbitrage : Jonas Eriksson | Spectateurs : 62 000 Arbitrage : Jonas Eriksson |
| 21:00 UTC-2      | Rapport |       |          | Spectateurs : 62 000 Arbitrage : Jonas Eriksson | Spectateurs : 62 000 Arbitrage : Jonas Eriksson |

## Liste des qualifiés
| Pays      | Date de qualification | Contre   | Score |
| --------- | --------------------- | -------- | ----- |
| Argentine | 10 septembre 2013     | Paraguay | 2-5   |
| Colombie  | 11 octobre 2013       | Chili    | 3-3   |
| Chili     | 15 octobre 2013       | Équateur | 2-1   |
| Équateur  | 15 octobre 2013       | Chili    | 2-1   |
| Uruguay   | 20 novembre 2013      | Jordanie | 0-0   |

## Meilleurs buteurs
Dernière mise à jour : 1er juillet 2014.
| Pos | Joueur              | Pays      | Buts |
| --- | ------------------- | --------- | ---- |
| 1   | Luis Suárez         | Uruguay   | 11   |
| 2   | Lionel Messi        | Argentine | 10   |
| 3   | Gonzalo Higuaín     | Argentine | 9    |
| 3   | Radamel Falcao      | Colombie  | 9    |
| 5   | Felipe Caicedo      | Équateur  | 7    |
| 6   | Teófilo Gutiérrez   | Colombie  | 6    |
| 7   | Eduardo Vargas      | Chili     | 5    |
| 7   | Arturo Vidal        | Chili     | 5    |
| 7   | Sergio Agüero       | Argentine | 5    |
| 7   | Jefferson Farfán    | Pérou     | 5    |
| 7   | José Salomón Rondón | Venezuela | 5    |
| 7   | Edinson Cavani      | Uruguay   | 5    |